# 大森頼春
大森 頼春（おおもり よりはる、生年不詳－応仁3年1月18日（1469年3月1日））は室町時代の武将。大森頼明の子。幼名を与一。号は安楽斎。法号は道光。駿河国駿東郡の領主であったが、後に相模国足柄下郡に所領を与えられて小田原城を築城した。子に大森氏頼、憲頼がいる。官途名は信濃守。
応永13年（1406年）、第3代鎌倉公方足利満兼による円覚寺修繕のために伊豆国三島に関所を設置して関銭を徴収した記録がある。応永23年（1416年）上杉禅秀の乱が発生すると、鎌倉を追われた第4代公方足利持氏が箱根権現に逃れた際、別当の證実はこれを匿って実兄である頼春の館に連れていき、兄弟は持氏を駿河国の守護である今川氏の元に届けた。その後、同乱の鎮圧の功により、持氏より箱根山一帯の支配権を与えられた。応永24年（1417年）頃、前領主土肥氏の拠点があった小田原に小田原城を築いた。応永29年（1422年）には出家して、家督を氏頼に譲った。